# Bastilla flexilinea
Bastilla flexilinea là một loài bướm đêm thuộc họ Erebidae. Nó là loài đặc hữu của quần đảo Solomon.